# 미국 영화 연구소

미국 영화 연구소(American Film Institute, 약칭 AFI)는 1967년 미국 대통령 린든 존슨이 예술, 인문학에 관한 국가적 단체 설립법(National Foundation of Arts and Humanities Act)을 서명하여 생긴 연구소이다. 미국 영화 컨서버토리(AFI Conservatory)는 영화계의 실무 작업을 통해 미래의 영화 인재들을 양성하는 곳이다.

## AFI 프로그램
- AFI Catalog Of Feature Films
- AFI Life Achievement Award
- AFI Awards (수상)
- AFI 100 Years… series
- AFI Film Festivals (영화제)
- AFI Silver Theatre and Cultural Center
- AFI Digital Content Lab
- AFI ScreenNation

## 비판
기관의 애초 취지인 영화 예술을 보존하고 발전시키는 것인데, 근래엔 "영화사 100년 베스트" 등의 쉬운 기획으로만 프로그램을 만든다고 여러 언론 매체와 비평계로부터 비판을 받은 바 있다.

## 같이 보기
- 영국 영화 협회